# Clearwater Memorial Causeway
Der Clearwater Memorial Causeway ist eine Autobahnbrücke im Pinellas County im US-Bundesstaat Florida. Er verbindet Clearwater mit dem Stadtviertel Clearwater Beach.

## Geschichte
Zunächst erbaute man 1915 eine Holzbrücke. Die in den 1920er Jahren folgende Straßenbrücke war eine zweispurige Zugbrücke die nur wenige Meter über den Meeresspiegel ragte. 1963 wurde eine neue Brücke erbaut, die minimal höher über dem Meeresspiegel stand, als die alte Brücke. Diese wurde nach dem Design der Madeira Beach Causeway gebaut. Im selben Jahr wurde die Brücke aus den 1920er Jahren teilweise abgerissen und in einen Schiffsanleger umgewandelt. Schließlich wurde die 2005 eröffnete heutige Brücke auf einer ausreichenden Höhe von ca. 22,5 Meter erbaut.
Die Klappbrücke aus den 1960er Jahren erfüllte jahrzehntelang die Anforderungen, jedoch ab dem Jahr 2000 zeigten sich Überlastungserscheinungen aufgrund des hohen Fahrzeugaufkommens. Ebenso ein Punkt für die Neuerbauung war, dass die Fahrbahn der Brücke für die Schifffahrt zu tief war und dadurch nicht mehr alle Schiffe den Atlantic Intracoastal Waterway befahren konnten. Die Arbeiten an der heutigen Brücke begannen 2001; während des Baus kam es zu vielen Kontroversen. 2004 brachen einige der Pfeiler so weit nach außen, dass die Brücke unsicher geworden war. Ein Jahr später, nach Ersatz der schadhaften Pfeiler, wurde die Brücke eröffnet.

## Informationen und Daten
Die Brücke hat eine Gesamtlänge von 713,2 Metern. Die Breite beläuft sich auf 22 Metern zwischen den beiden Bordsteinen und 34,3 Metern zwischen den beiden Kanten. Die Höhe von der Fahrbahn zum Meeresspiegel beträgt 22 Meter. Die Kosten beliefen sich geschätzt auf ca. 45 Mio. Dollar.  Über die Brücke führt die Florida State Road 60.

## Galerie

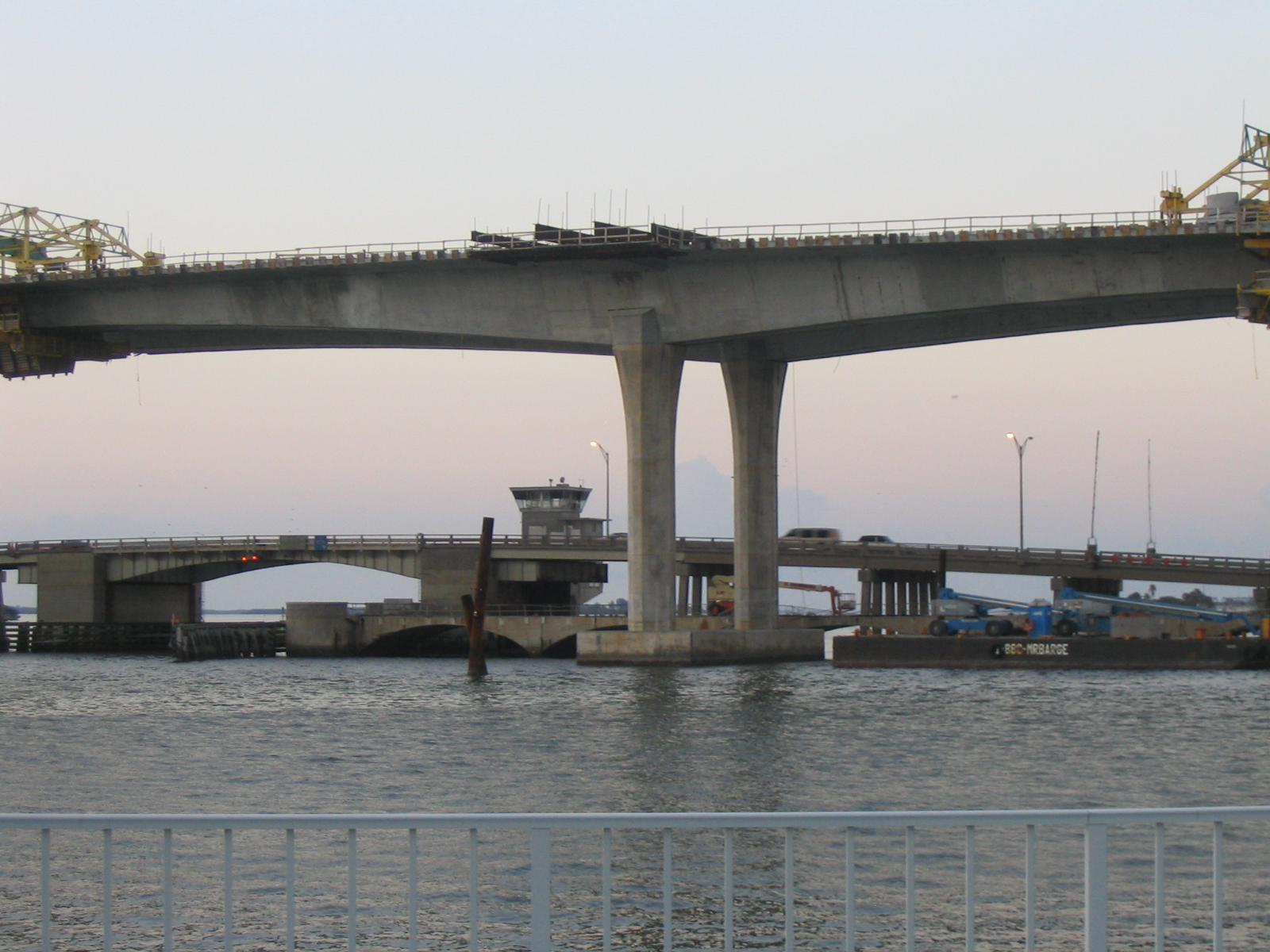
Pfeiler der Brücke (Im Hintergrund ist die Brücke von 1963 zu sehen)
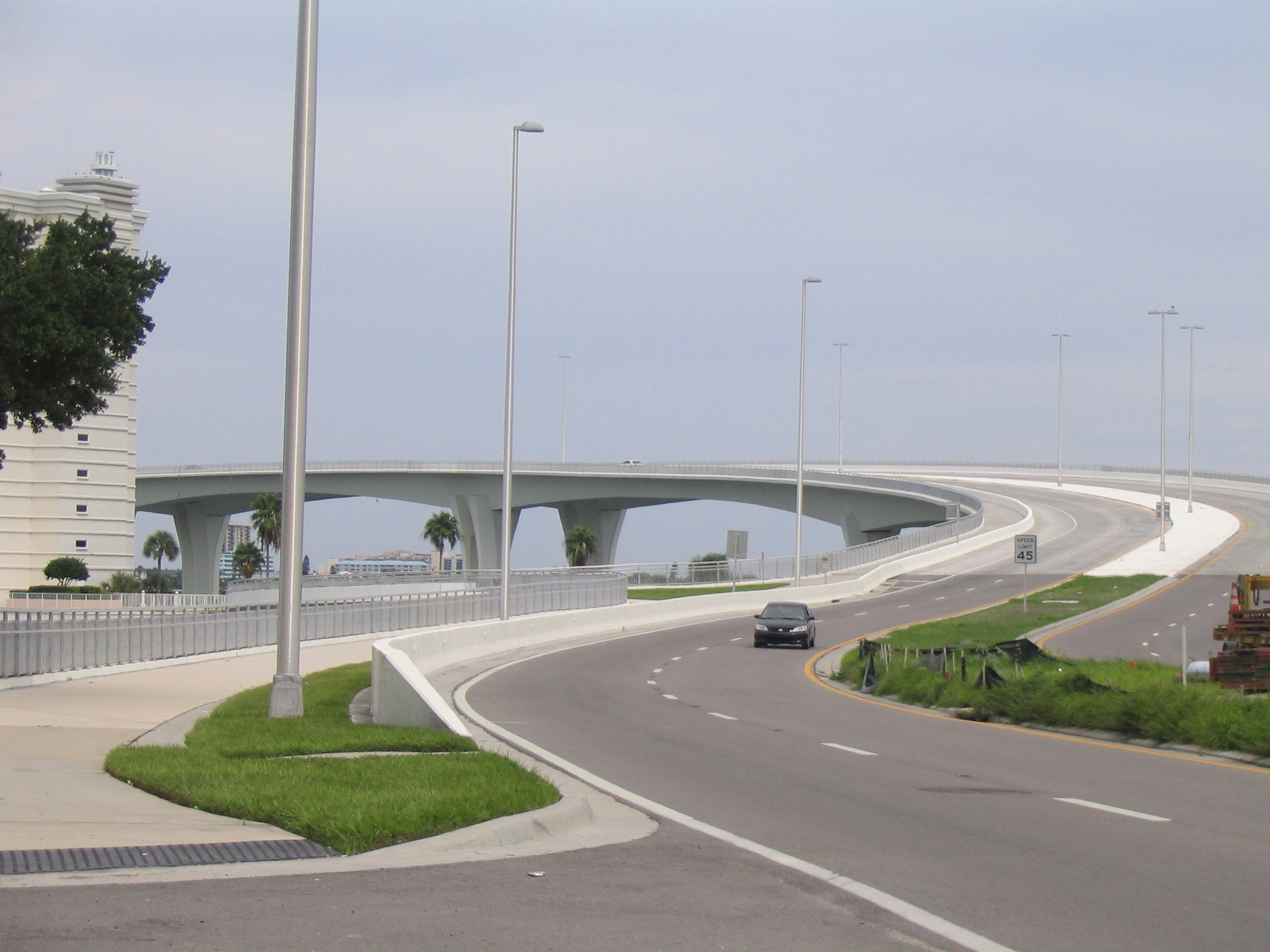
Fahrbahnen der Brücke